# Dirk Andresen

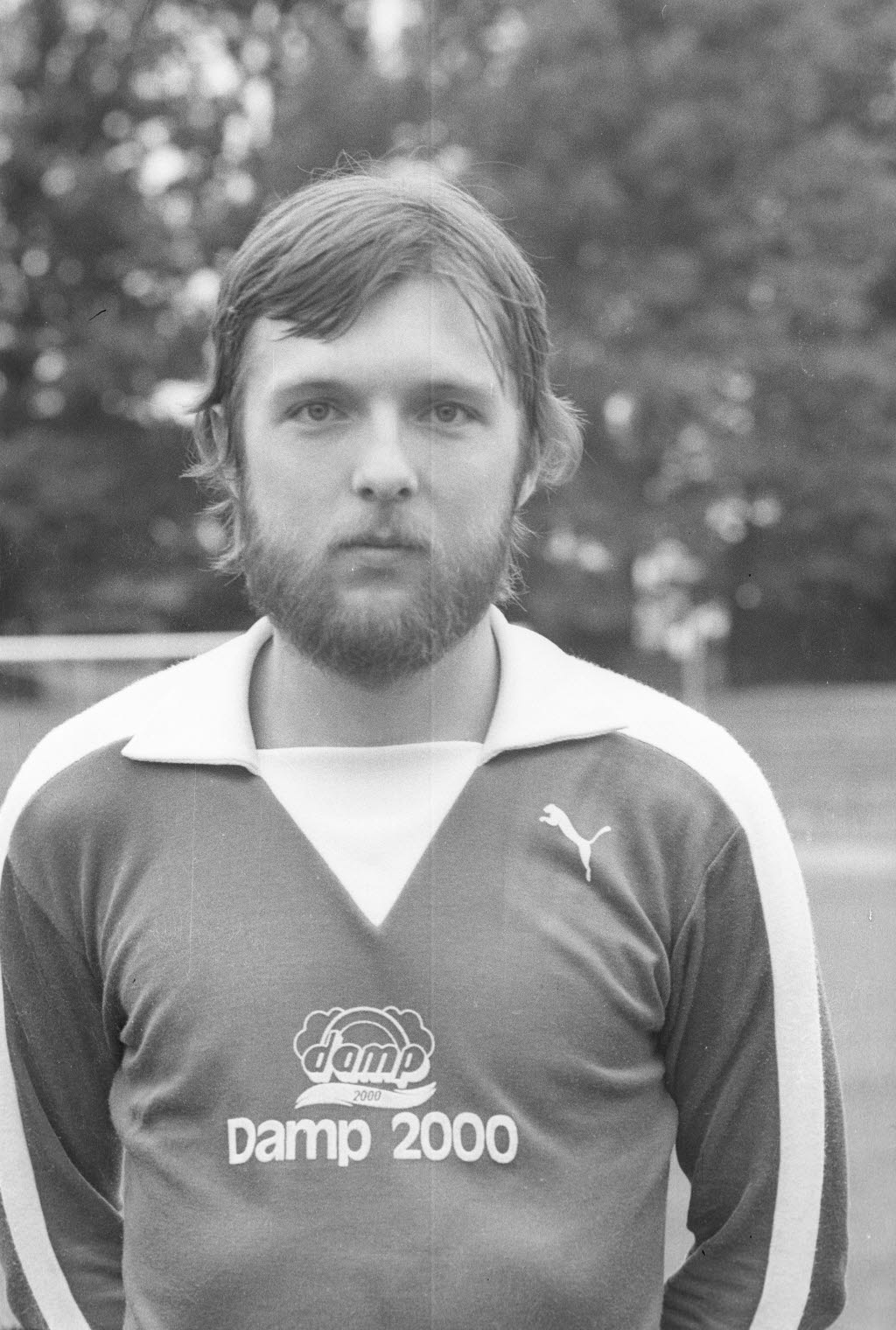
Dirk Andresen als Spieler von Holstein Kiel 1978

Dirk Andresen (fälschlicherweise teils auch Gerd Andresen genannt) (* 30. März 1956) ist ein ehemaliger deutscher Fußballspieler.

## Laufbahn
Andresens Vater Walter war bis 1973 Trainer beim VfL Bad Schwartau, dann beim VfB Lübeck. Andresen der Jüngere vollzog diesen Wechsel später. Bis 1976 spielte er für den VfL Bad Schwartau und kam 1976 nach Lübeck, seinerzeit hatte dort Reinhold Ertel das Traineramt inne. Andresen gehörte der Lübecker Mannschaft bis 1978 an, stieg mit dem VfB 1977 in die Oberliga auf. In der Saison 1977/78 nahm er mit Lübeck an der Deutschen Amateurmeisterschaft teil und schied dort im Viertelfinale gegen den FC Rastatt aus. Insgesamt bestritt er für Lübeck 79 Pflichtspiele.
Andresen schloss sich 1978 dem Zweitligisten Holstein Kiel an. Bis 1980 brachte es der Verteidiger auf 52 Einsätze in der 2. Fußball-Bundesliga.
Nach dem Weggang aus Kiel waren Andresens weitere Stationen Eutin 08 sowie der Hummelsbütteler SV. Später betätigte er sich zeitweise als Spielervermittler.
Journalistisch wirkte Dirk Andresen zeitweise bei der Kieler Rundschau mit.